# Kindstugatan

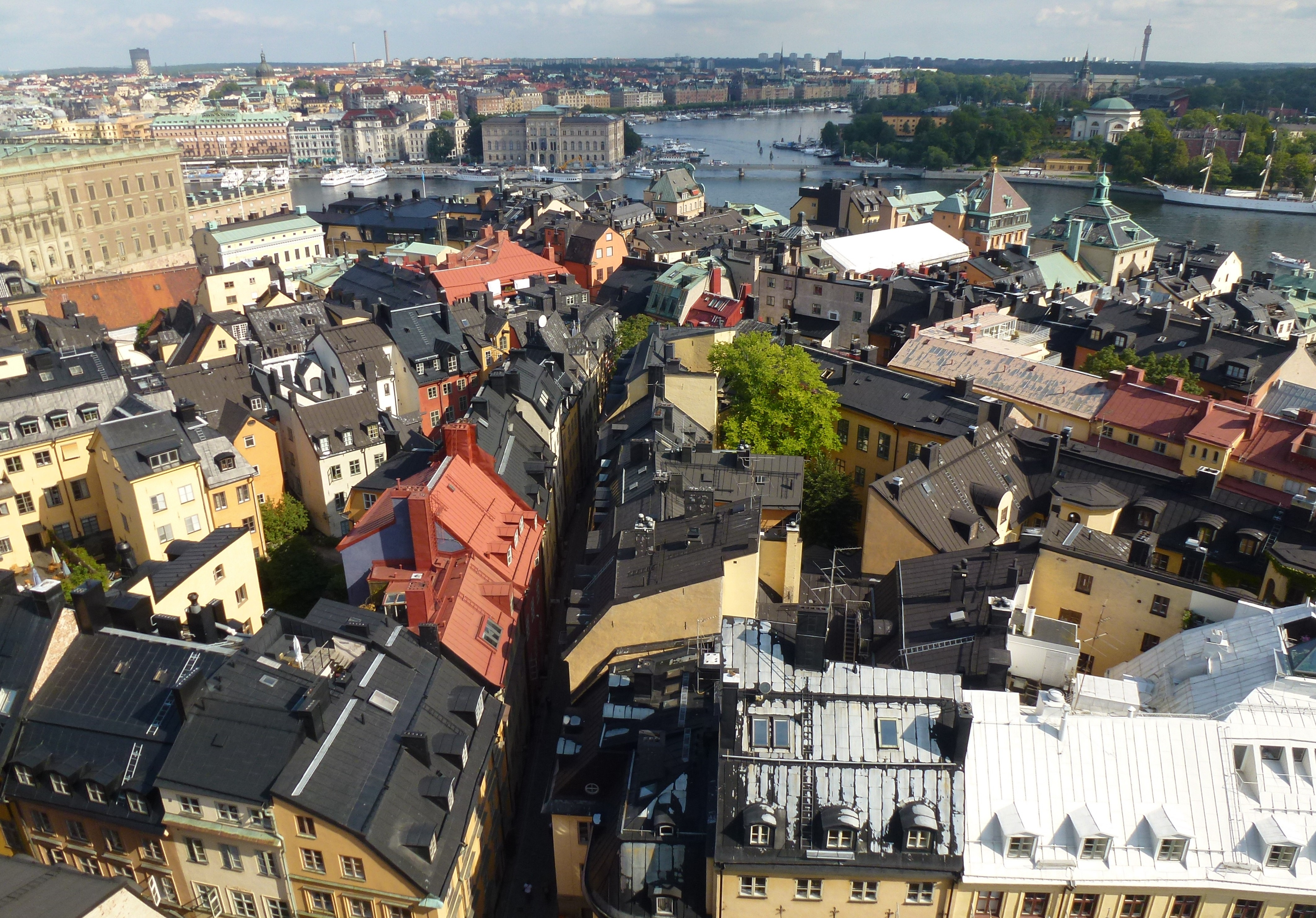
Kindstugatan (mitt i bilden), vy mot nordost, sedd från Tyska kyrkan, 2012.

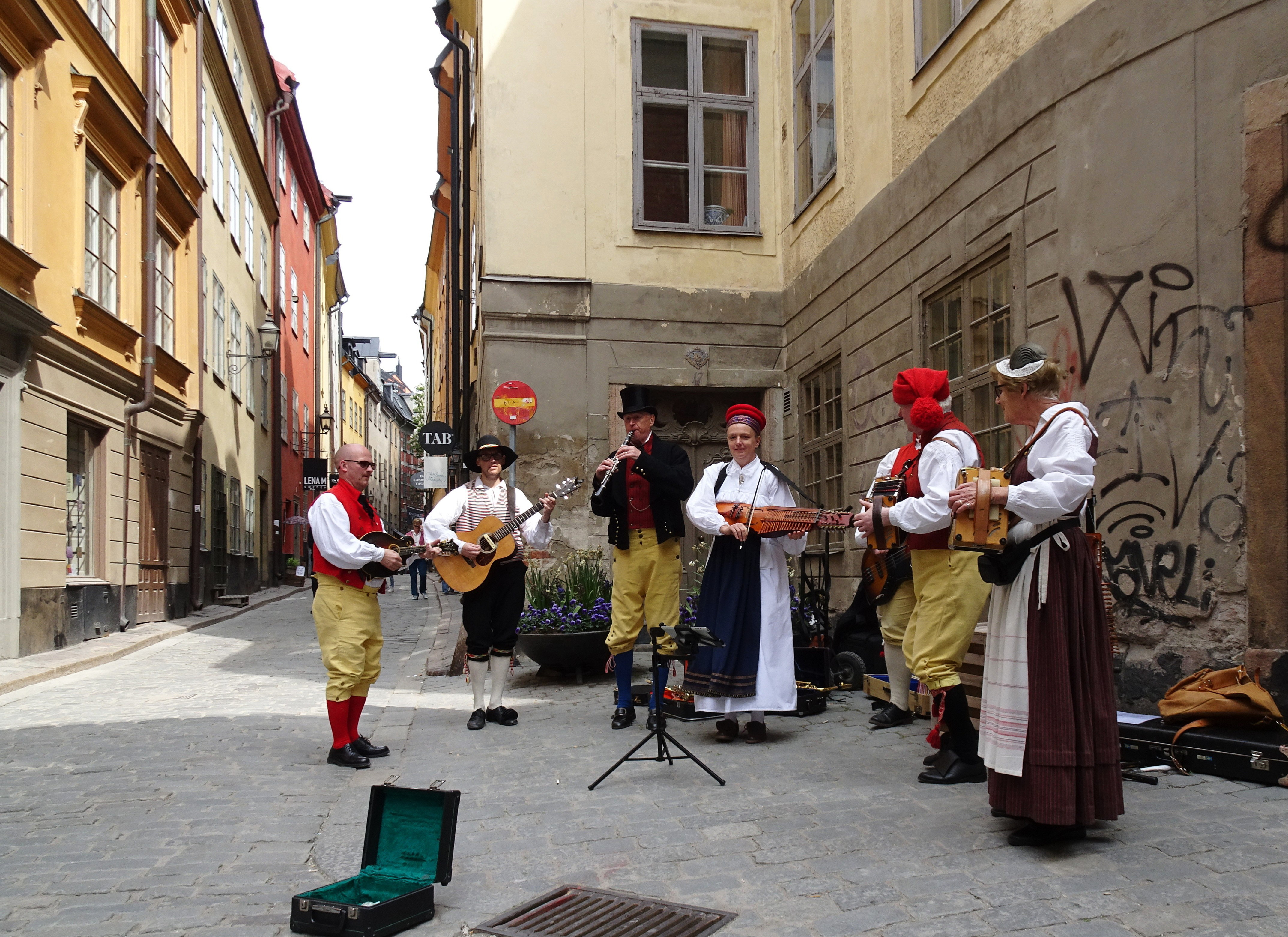
Spelmän i hörnet Kindstugatan / Svartmangatan, maj 2016.

Kindstugatan är en gata i Gamla stan i Stockholm. Den går från Brända tomten fram till Tyska brinken vid Tyska kyrkan.

## Historik
Gatans äldsta kända namn är Kindhästagatan (kinhaestagatan år 1449), men det förekommer flera olika namn under tidernas lopp; Kindhästegatan, Kinstagatan, Kinnestagatan, Kinstugugatan med flera. Namnet innehåller i sin ursprungliga form ett gammalt ord kindhäst eller kindpust som betyder örfil som troligtvis har att göra med ett omtalat slagsmål, som utspelats på gatan. Möjligtvis var gatan under en tid  ökänd för våldsamma uppträden.
På Kindstugatan låg en bordell som figurerade i prostitutionsskandalen runt Sara Simonsdotter under 1600-talet.

## Kindstugatan i nöjeslivet
På nuvarande Kindstugatan 14 låg källaren Fimmelstång, där Lasse Lucidor blev ihjälstucken i ett slagsmål 1674. Under 1760-talet var Kindstugatan 11 känd som den plats där Stenborgs Sällskap, det dåtida Sveriges enda svenskspråkiga teater i huvudstaden, spelade då de uppträdde i staden om somrarna.